# Opisthoteuthidae
Los opistotéutidos (Opisthoteuthidae, del griego clasico ὄπισθεν (ópisthen), "atras", y τευθίς (teuthís), "calamar") son una familia de moluscos cefalópodos del orden de los octópodos; son de costumbres pelágicas.

## Taxonomía
Se reconocen 4 géneros y las siguientes especies:
- Género Cryptoteuthis Collins, 2004
  - Cryptoteuthis brevibracchiata
- Género Grimpoteuthis Robson, 1932
  - Grimpoteuthis abyssicola
  - Grimpoteuthis bathynectes
  - Grimpoteuthis boylei
  - Grimpoteuthis challengeri
  - Grimpoteuthis discoveryi
  - Grimpoteuthis hippocrepium
  - Grimpoteuthis innominata
  - Grimpoteuthis meangensis
  - Grimpoteuthis megaptera
  - Grimpoteuthis pacifica
  - Grimpoteuthis plena
  - Grimpoteuthis tuftsi
  - Grimpoteuthis umbellata
  - Grimpoteuthis wuelkeri - posiblemente sea G. umbellata o G. plena
- Género Luteuthis O'Shea, 1999
  - Luteuthis dentatus
  - Luteuthis shuishi
- Género Opisthoteuthis Verrill, 1883
  - Opisthoteuthis agassizii
  - Opisthoteuthis albatrossi
  - Opisthoteuthis borealis
  - Opisthoteuthis bruuni
  - Opisthoteuthis californiana
  - Opisthoteuthis calypso
  - Opisthoteuthis chathamensis
  - Opisthoteuthis depressa
  - Opisthoteuthis dongshaensis
  - Opisthoteuthis extensa
  - Opisthoteuthis grimaldii
  - Opisthoteuthis hardyi
  - Opisthoteuthis massyae
  - Opisthoteuthis medusoides
  - Opisthoteuthis mero
  - Opisthoteuthis persephone
  - Opisthoteuthis philipii
  - Opisthoteuthis pluto
  - Opisthoteuthis robsoni